# Santiago Lange
Santiago Lange (* 22. September 1961 in Buenos Aires) ist ein argentinischer  Marineingenieur und olympischer Segler.
Lange begann mit dem Segelsport im Alter von sechs Jahren, beeinflusst von seinem Vater, der bei den Olympischen Sommerspielen 1952 in Helsinki einen vierten Platz belegt hatte. An der University of Southampton an der Südküste Englands studierte er Schiffbau und begann nach dem Studium seine Segelkarriere. Als Ingenieur baut er die Einhandjolle Optimist, eine Einstiegsklasse für Kinder und Jugendliche, die in Argentinien, Dänemark und den USA produziert wird.
Lange nahm an sieben Olympischen Sommerspielen teil: 1988 in Seoul, 1996 in Atlanta, 2000 in Sydney, 2004 in Athen, 2008 in Peking, 2016 in Rio de Janeiro und 2020 in Tokio. 2004 und 2008 gewann er im Olympischen Segelzentrum Agios Kosmas und im Internationalen Segelzentrum Qingdao jeweils die Bronzemedaille in der Tornadoklasse, der bisher schnellsten olympischen Segelklasse. Sein Bootspartner war in beiden Wettbewerben Carlos Mauricio Espínola, der bereits 1996 und 2000 im Windsurfen zwei olympische Silbermedaillen für Argentinien gewonnen hatte. Bei den Olympischen Sommerspielen 2016 in Rio krönte sich Lange nach überstandener Lungenkrebserkrankung in der Nacra 17-Klasse (Katamaran) mit seiner Segel-Partnerin Cecilia Carranza Saroli zum ersten Olympiasieger dieser Bootsklasse.
Santiago Lange gewann zudem viermal die Segelweltmeisterschaften: 1985, 1993, 1995 in der Snipeklasse und dann 2004 in der Tornadoklasse. Im Nacra 17 gewann er 2014 WM-Silber sowie 2018 WM-Bronze. 2003 wurde er als Nr. 2 in der Weltrangliste der International Sailing Federation (ISAF) geführt. 2016 wurde er von der World Sailing als Welt-Segler des Jahres ausgezeichnet.
Neben seinen Aktivitäten auf den Bahnen war und ist Lange auch im Hochseesegeln aktiv. So nahm er zweimal am Volvo Ocean Race teil. Außerdem war er Crew-Mitglied beim Artemis-Team für den 34. America’s Cup.
Während der Eröffnungsfeier der Olympischen Spiele in Tokio 2020 am 23. Juli 2021 mit er mit seiner Segelpartnerin gemeinsam der Fahnenträger der argentinischen Olympiamannschaft.